# Баал
Баал или Ваал е бог в западносемитската митология, един от двойката главни богове на народите, обитаващи териториите на Финикия и древните земи на Сирия, Ливан, Израел и Палестина през 2 хил. пр.н.е. и 1 хил. пр.н.е. Култът е пренесен и в средиземноморските и други отвъдморски финикийски колонии, и в частност в Картаген (женското божество Танит е покровителка и закрилница на този град).
Той е бог на плодородието. Етимологията на наименованието му буквално се превежда като „бог, благ, владика, велик, стопанин“. Понякога е определян като господар на дъжда и росата – двете форми на влага, които са незаменими за плодородието на почвата в Ханаан. В угаритския език, Баал е бог на бурите, „Яздещият облаците“. Във финикийския, той е наричан Баал Шамен – господар на небесата.
Сведения за Баал са разкрити от няколко плочици, открити при Угарит през 1929 г. Те датират от 2 хилядолетие пр.н.е. Митовете разказват за борбата на Баал за получаване на дворец, сравним по величие с тези на другите божества. Той убеждава Ашера да ходатайства пред съпруга си, Ел, който е началник на пантеона, да упълномощи построяването на дворец. Тогава богът на изкуствата и занаятите, Котар, започва да строи най-красивия дворец за Баал, покриващ площ от 10 000 акра.
Почитта към Баал е популярна и в Египет от късното Ново царство (1400 г. пр.н.е.) до края му (1075 г. пр.н.е.). Чрез влиянието на арамейците, които заема вавилонското произношение Бел, божеството става известно като Белос в гръцките текстове.